# Calau fistonat
El calau fistonat (Rhyticeros undulatus) és una espècie d'ocell de la família dels buceròtids (Bucerotidae) que habita boscos de l'est de l'Índia, Myanmar, Tailàndia, Indoxina, Malaca, Sumatra, Java, Bali i Borneo.